# Antandroy
De Antandroy (of kortweg Tandroy; 'Mensen van de doorns') zijn een semi-nomadische etnische groep in Madagaskar.

## Verspreiding

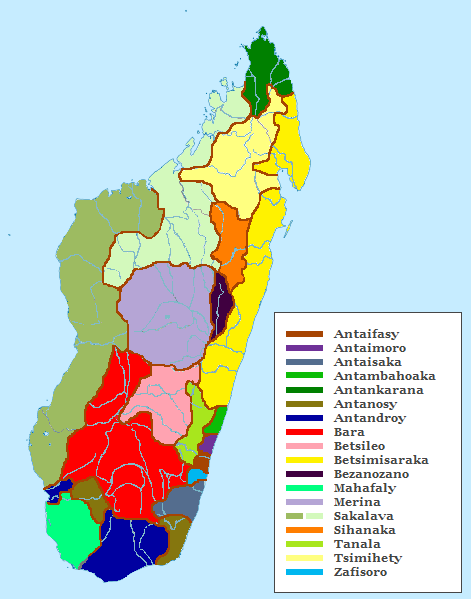
verspreiding van de etnische groepen van Madagaskar

De donkergekleurde Antandroy leven voornamelijk in het district Ambovombe, het zuidelijkste district van Madagaskar. Dit district behoort tot de ecoregio Spiny thickets en wordt gekenmerkt door grote droogte en stekelige vegetatie. De regio waar het district ligt, heet dan ook Androy, wat betekent: 'land van de doorns'.

## Geschiedenis
De Antandroy vindt zijn wortels in groeperingen uit diverse andere stammen die zich een aantal eeuwen geleden in Androy hebben gevestigd. Deze groeperingen maakten deel uit van onder andere de Sakalava, de Bara en de Mahafaly. Sinds die tijd hebben de Antandroy zich als een homogene samenleving ontwikkeld met zijn eigen rites en gebruiken. De Antanosy zijn een subgroep van de Antandroy.
In 1825 rukte de Merina-koning Radama I steeds meer op naar het zuiden en nam onder andere Fort Dauphin in, de hoofdstad van Antandroy's oosterburen de Antanosy. De Antandroy echter boden weerstand en bleven onafhankelijk gedurende de hele regering van de Merina, tot de inname van Madagaskar door Frankrijk in 1895.

## Maatschappij
Antandroy-dorpen verschillen in grootte van een paar inwoners tot enkele honderden. Veel Antandroy-dorpen zijn makkelijk te herkennen aan een haag van cactussen van het geslacht Opuntia die het dorp omringd. Deze cactussen, die de Malagassiërs raketa noemen, werden in de 18e eeuw geïntroduceerd door Franse kolonisten. Zij plantten hen als een haag rond hun verdedigingswerken in Fort Dauphin, maar nu komen deze cactussen in heel het zuiden van Madagaskar voor. Tandroy-huizen zijn rechthoekig en zijn meestal gemaakt van houten planken en een rieten dak. Het huis heeft meestal twee deuren en het interieur bestaat uit een bed, kleine meubels en matten op de vloer. In het Berenty-reservaat, dat is opgericht met de hulp van de Antandroy, staat een replica van een Antandroy-dorp, alsook een museum over de Antandroy-samenleving.
De Antandroy staan bekend om hun openheid en enthousiasme. Vrouwen hebben een inferieure positie ten opzichte van de man. Veel Antandroy-kinderen gaan niet naar school, maar worden opgevoed door leden van het gezin en de dorpelingen. De opleiding bestaat vooral uit lessen uit het leven van voorouders en het ontwikkelen van deugden.
De Antandroy voeden zich voornamelijk met rijst, maïs, cassave en zoete aardappelen, hoewel de oprukkende beschaving hun eetpatroon wel aan het veranderen is.

## Cultuur en religie

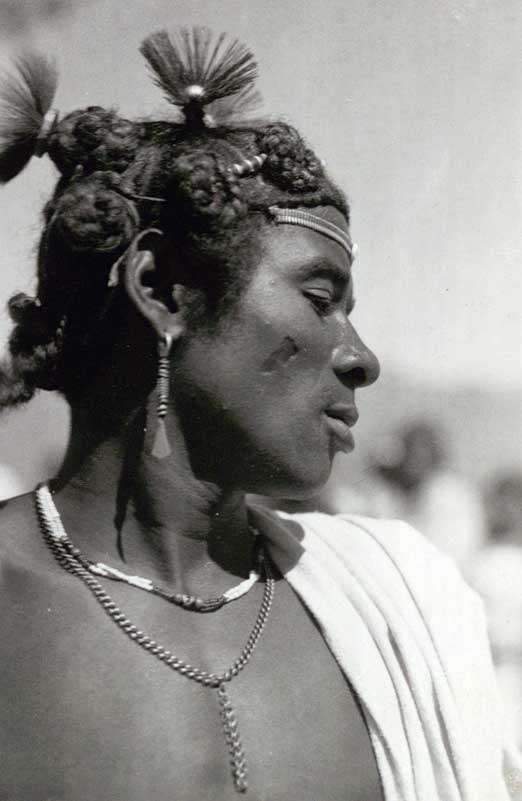
medicijnman van de Antandroy

De Antandroy geloven in een geest die hun leven beheerst, kokolampo genaamd. Begrafenissen worden soms maanden na iemands dood gehouden. Soms gaat het er dan vrolijk aan toe, zeboe's worden geofferd en vervolgens rennen de mannen samen met de doodskist de zee in. De graftombes, fanesy genaamd, tonen veel overeenkomst met die van de Mahafaly. Doorgaans bestaat het uit een centrale tombe versierd met beelden, aloalo genaamd, en zeboehoorns. Een verschil is echter dat de beschilderingen aangebracht door de Antandroy puur decoratief zijn, dit in tegenstelling tot die van de Mahafaly.

### Fady
Het leven van de Antandroy wordt, net als in heel Madagaskar, sterk beheerst door fady, een verbod op bepaalde handelingen die in Madagaskar per regio verschilt. Voor Antandroy-vrouwen is het fady om een koe te melken en veel kinderen mogen hun vaders naam niet noemen. Ook is het in sommige dorpen fady voor kinderen om lichaamsdelen van hun vader te noemen.

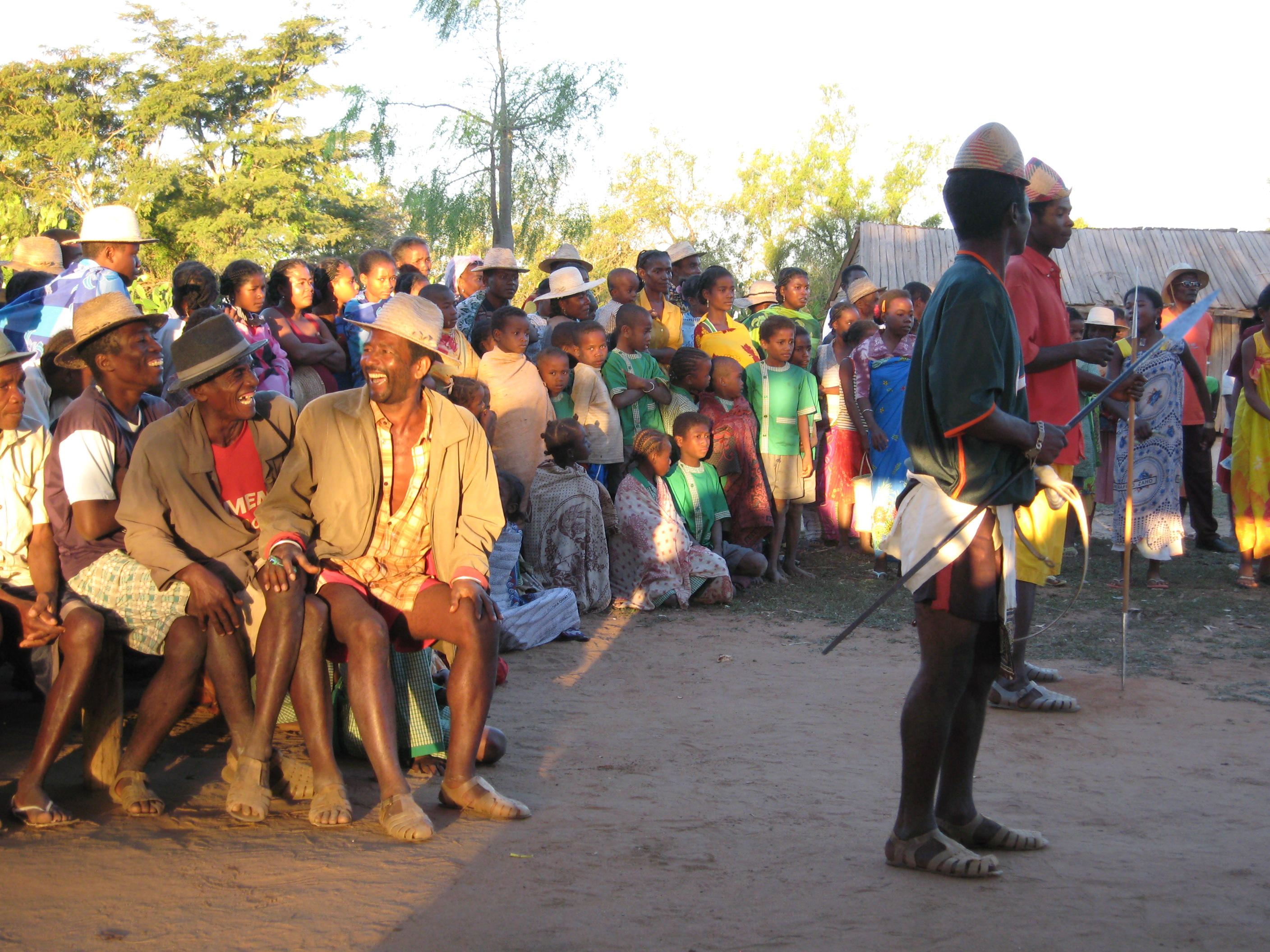
traditionele Antandroy-dans

### Dansen
Vaak dansen Antandroy puur voor hun vermaak, vaak dansen mannen dan met hun neefjes op hun schouders. De Antandroy staan vooral bekend om hun unieke traditionele dansen, waarbij ze in traditionele kleding en gewapend met speren dansen op de muziek van percussie en fluiten. Deze dansen worden vaak opgevoerd voor toeristen in het Berenty-reservaat.